# CKSM
CKSM était une station de radio québécoise située à Shawinigan appartenant à Astral Media. La station diffusait sur la fréquence AM de 1 220 kHz avec une puissance apparente rayonnée de 10 000 watts le jour et de 2 500 watts la nuit.

## Historique
CKSM a été mis en ondes le 29 avril 1951 par La Compagnie de Radiodiffusion de Shawinigan Falls Ltée et à l'époque elle diffusait à une puissance de 1 000 watts. CKSM signifiait Canada Kilocycle Shawinigan Mauricie.
En 1969, CKSM augmenta sa puissance de 1 000 watts à 10 000 watts le jour et 2 500 watts la nuit, puissance qu'elle maintiendra jusqu'à sa fermeture le 30 juin 2007. Il n'était pas rare pour les vacanciers qui séjournaient sur la côte est américaine d'écouter CKSM quand les conditions météorologiques étaient favorables en soirée. CKSM ne diffusait pas en continu, c'est-à-dire 24 heures par jour; la diffusion cessait à minuit et reprenait à 6 h.
En 1973, le style musical de CKSM s'est considérablement modernisé. Les principaux artisans de CKSM de l'époque furent, par ordre alphabétique, Lise Clément, Pierre Demondehare (nouvelles), Pierre de la Voye, Réal Forget, André Joly, Claude Lahaise, Claude Lambert, Normand Lefebvre, François Levesque, Jean Paquin, Céline Perron, Pierre Roberge (nouvelles), Robert Roussel, Gilles Sicard, Jean-Guy Tremblay, Louis Vachon. Avant 1980, le Directeur de la station était Alain Chartier. Pierre Demondehare lui succédera ensuite. À la fin des années 80, Dominic Maurais s’est également joint à l’équipe.
En 1982, CKSM s'affilie au réseau AM Radiomutuel de CJMS 1280 Montréal.
En 1987, CKSM passe aux mains de Diffusion Power Inc.
En 1992, CKSM 1220 est vendue au réseau Radiomutuel.
En juin 1995, CKSM réduit sa programmation locale à 2 heures et 30 minutes par semaine, le reste de la grille-horaire de CKSM provenant de CHLN 550 Trois-Rivières.
En 2005, Corus Entertainment, achète toutes les stations du réseau Radiomédia mais CKSM 1220 reste la propriété d'Astral Media, la séparant du fait même de sa station sœur, CHLN.
En avril 2007, Astral Media renonce à son projet d'implanter une station Boom FM à Shawinigan. Si le projet s'était concrétisé, CKSM serait passé à la bande FM et serait devenu une station du réseau Boom FM. Le 30 juin 2007, à la suite de ce refus d'implanter une station du réseau Boom FM à Shawinigan, Astral Media a rétrocédé au CRTC sa licence d'exploitation AM pour CKSM 1220.